# تپه بیات ۲
تپه بیات ۲ مربوط به هزاره اول قبل از میلاد - دوره اشکانیان و دوره ساسانیان است و در شهرستان میانه، بخش ترکمن چای، دهستان اوچ تپه غربی، ۲ کیلومتری شمال روستای بیات علیا واقع شده و این اثر در تاریخ ۲۷ آبان ۱۳۸۶ با شمارهٔ ثبت ۲۰۱۷۸ به‌عنوان یکی از آثار ملی ایران به ثبت رسیده است.